# Lincoln megye (Észak-Karolina)
Lincoln megye az Amerikai Egyesült Államokban, azon belül Észak-Karolina államban található. Megyeszékhelye és legnagyobb városa Lincolnton. Lakosainak száma 86 810 fő (2020. április 1.). Lincoln megye Catawba, Iredell, Mecklenburg, Gaston, Cleveland és Burke megyékkel határos.

## Népesség
A megye népességének változása:
| Lakosok száma | 78 397 | 78 824 | 79 269 | 79 740 | 81 035 | 86 810 |
|               | 2010   | 2011   | 2012   | 2013   | 2015   | 2020   |